# Grand prix Jean-Giono
Le grand prix Jean-Giono, créé en 1990 par la femme et la fille de l'écrivain Jean Giono à l'occasion du vingtième anniversaire de sa mort, est un prix littéraire qui distingue chaque année l'ensemble de l’œuvre d'un auteur de langue française qui a défendu la cause du roman. 

## Lauréats du grand prix Jean-Giono
- 1990 : Yves Beauchemin pour Juliette Pomerleau aux éditions de Fallois[1]
- 1991 : Michel Calonne pour Les Enfances aux éditions Viviane Hamy[1]
- 1992 : François Nourissier pour Gardien des ruines aux éditions Grasset[1]
- 1993 : Félicien Marceau pour La Terrasse de Lucrezia aux éditions Gallimard[1]
- 1994 : Jacques Laurent pour L'Inconnu du temps qui passe aux éditions Grasset [1]
- 1995 : Vladimir Volkoff pour Le Grand Tsar blanc aux éditions de Fallois[1]
- 1996 : Michel Déon pour La Cour des grands aux éditions Gallimard[1]
- 1997 : Jean-Marie Le Clézio pour Poisson d'or aux éditions Gallimard[1]
- 1998 : Sylvie Germain pour Tobie des marais aux éditions Gallimard[1]
- 1999 : Jean d'Ormesson pour Le Rapport Gabriel aux éditions Gallimard[1]
- 2000 : Ahmadou Kourouma pour Allah n'est pas obligé aux éditions du Seuil[1]
- 2001 : Jean Raspail pour Adiós, Tierra del Fuego aux éditions Albin Michel[1]
- 2002 : Serge Rezvani pour L'Amour en face aux éditions Actes Sud[1]
- 2003 : Robert Merle pour Le Glaive et les Amours aux éditions de Fallois[1]
- 2004 : Pierre Moinot pour  Coup d'État aux éditions Gallimard[1]
- 2005 : Danièle Sallenave pour La Fraga aux éditions Gallimard[1]
- 2006 : Pascal Quignard pour Villa Amalia aux éditions Gallimard[1]
- 2007 : Jacques Chessex pour Le Vampire de Ropraz aux éditions Grasset[1]
- 2008 : Amélie Nothomb pour Le Fait du prince aux éditions Albin Michel
- 2009 : Dominique Fernandez pour Ramon aux éditions Grasset
- 2010 : Charles Dantzig pour Pourquoi lire ? aux éditions Grasset
- 2011 : Metin Arditi pour  Le Turquetto aux éditions Actes Sud
- 2012 : François Garde pour Ce qu'il advint du sauvage blanc aux éditions Gallimard
- 2013 : Pierre Jourde pour La Première Pierre aux éditions Gallimard
- 2014 : Fouad Laroui pour Les Tribulations du dernier Sijilmassi aux éditions Julliard
- 2015 : Charif Majdalani pour Villa des femmes aux éditions du Seuil
- 2016 : Alain Blottière pour Comment Baptiste est mort aux éditions Gallimard
- 2017 : Jean-René Van der Plaetsen pour La Nostalgie de l'honneur aux éditions Grasset
- 2018 : Paul Greveillac pour  Maîtres et Esclaves aux éditions Gallimard
- 2019 : Jean-Luc Coatalem pour La Part du fils aux éditions Stock
- 2020 : Franck Bouysse pour Buveurs de vent aux éditions Albin Michel
- 2021 : Frédéric Verger pour Sur les toits aux éditions Gallimard
- 2022 : Sandrine Collette pour On était des loups aux éditions Lattès
- 2023 : Gaspard Koenig pour Humus aux éditions de l'Observatoire[2]
- 2024 : Olivier Norek pour Les Guerriers de l'Hiver aux éditions Michel Lafon

## Lauréats du prix du jury Jean-Giono
Le prix du jury distingue un ouvrage en français faisant une large place à l'imagination, dans l'esprit de Jean Giono.
- 1992 : François Bontempelli pour L'Arbre du voyageur
- 1993 : Marc Bressant pour L'Anniversaire, éditions de Fallois
- 1994 : Georges-Olivier Châteaureynaud pour Le Château de verre, éditions Julliard
- 1995 : Amélie Nothomb pour Les Catilinaires, éditions Albin Michel
- 1996 : Laurence Cossé pour Le Coin du voile, éditions Gallimard
- 1997 : Jean-Pierre Milovanoff pour Le Maître des paons, éditions Julliard
- 1998 : Dominique Muller pour Les Caresses et les Baisers, éditions du Seuil
- 1999 : Michèle Desbordes pour La Demande, éditions Verdier
- 2000 : Daniel Arsand  pour En silence, éditions Phébus
- 2001 : Isabelle Hausser  pour La Table des enfants, éditions de Fallois
- 2002 : Stéphane Héaume  pour Le Clos Lothar, éditions Zulma
- 2003 : Yasmina Reza  pour Adam Haberberg, éditions Albin Michel
- 2004 : Laurent Gaudé  pour Le Soleil des Scorta, Actes Sud
- 2005 : Armel Job pour Les Fausses Innocences, éditions Robert Laffont
- 2006 : François Vallejo pour Ouest, éditions Viviane Hamy
- 2007 : David Foenkinos pour Qui se souvient de David Foenkinos ?, éditions Gallimard
- 2008 : Jean-Marie Blas de Roblès pour Là où les tigres sont chez eux, éditions Zulma
- 2009 : Brigitte Giraud pour Une année étrangère, éditions Stock
- 2010 : Jean-Baptiste Harang pour Nos cœurs vaillants, éditions Grasset